# Т-спот
Т-спот — диагностический тест, основанный на методе ELISPOT, используемый для диагностики туберкулёза. Он производится компанией Oxford Immunotec в Великобритании и был разработан исследователями в Оксфордском университете в Англии. В России производство теста локализовано на мощностях биотехнологической компании "Генериум" во Владимирской области. Тест доступен в большинстве европейских стран, США, России и других странах.  В России его выполняют в Санкт-Петербурге, в лабораториях Эксплана, Лабтест ,СЗЦДМ, Городском противотуберкулезном диспансере

## Принцип теста
При помощи теста Т-СПОТ.ТБ (Т-SPOT®.ТВ) в образце крови определяется число Т-лимфоцитов, которые продуцируют интерферон-гамма. Это позволяет определить наличие иммунного ответа и выявить наличие инфекции Mycobacterium tuberculosis — возбудителя туберкулёза. Метод также может быть использован для обнаружения латентного туберкулеза. Главное преимущество метода в том, что он сравнительно быстрый (результаты в течение 24 часов) и менее подвержен влиянию предыдущей вакцинации БЦЖ по сравнению с традиционными методами тестирования (кожные туберкулиновые тесты, например, Туберкулиновая проба (реакция Манту)). Это связано с тем, что в кожных туберкулиновых тестах используется гетерогенная смесь из более чем двухсот различных микобактериальных пептидов, а в Т-СПОТ.ТБ (Т-SPOT®.ТВ) используются специфичные к Mycobacterium tuberculosis антигены (пептиды, называемые ESAT-6 и CFP-10). ESAT-6 и CFP-10 экспрессируются Mycobacterium tuberculosis, но отсутствуют во всех используемых в настоящее время вакцинах БЦЖ, а также в нетуберкулезных микобактериях. Основываясь на этих принципах тестирования, считается, что Т-СПОТ.ТБ (Т-SPOT®.ТВ) более специфичен, чем кожные туберкулиновые тесты. В одном из исследований в Германии у 70 из 72 пациентов с подтвержденной туберкулезной инфекцией был получен положительный результат T-SPOT.TB, что указывает на чувствительность 97,2 %.